# Produit de contraste
 (mai 2019).
Si vous disposez d'ouvrages ou d'articles de référence ou si vous connaissez des sites web de qualité traitant du thème abordé ici, merci de compléter l'article en donnant les références utiles à sa vérifiabilité et en les liant à la section « Notes et références ».

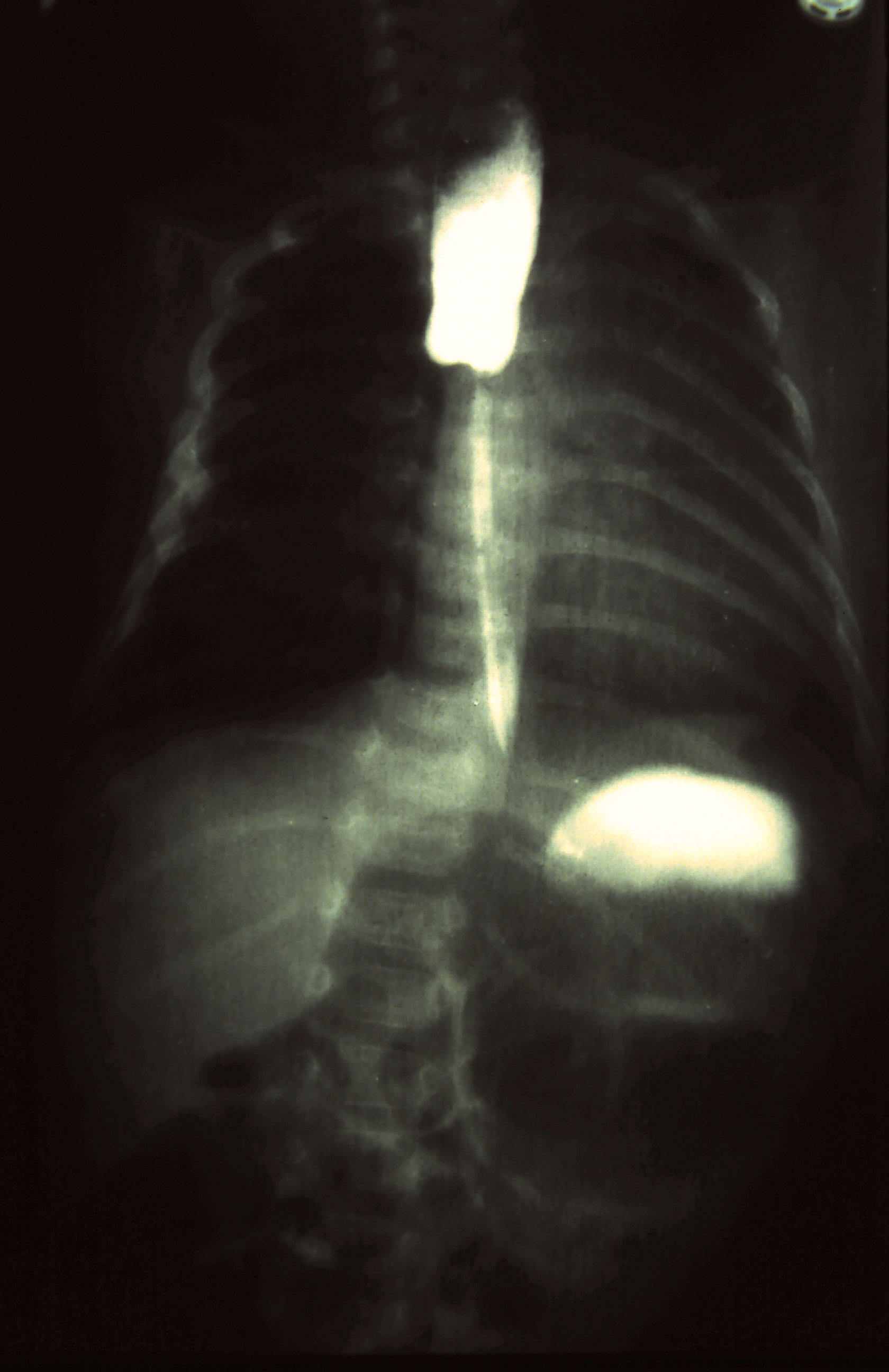
Radiographie de transit œso-gastroduodénal utilisant du produit de contraste et montrant une atrésie œsophagienne congénitale

En imagerie médicale, un produit (ou agent) de contraste est une substance qui augmente artificiellement le contraste permettant de visualiser une structure anatomique (par exemple, un organe) ou pathologique (par exemple, une tumeur) naturellement peu ou pas contrastée, et que l'on aurait donc du mal à distinguer des tissus voisins. 
Le principe de fonctionnement du produit de contraste dépend de la technique d'imagerie utilisée : en radiographie, on exploite la capacité du produit à absorber les rayons X ; en imagerie par résonance magnétique, les composés utilisés sont choisis en fonction de leurs propriétés magnétiques ; en échographie, on utilisera des substances dont l'écho aux ultrasons est caractéristique, en optique les composés émettent à une longueur d'onde donnée que l'on va détecter. 
Un produit de contraste peut être administré par voie entérale, anale, vaginale, urinaire ou parentérale (notamment par injection intraveineuse ou intra-articulaire).

## Imagerie par rayons X
Pour l'imagerie par rayons X (radiographies, tomodensitométries, coronarographies…) sont utilisés des produits de contraste iodés hydrosolubles. Ils absorbent fortement les rayons X (grâce à l'iode qui possède un numéro atomique élevé : 53). Injectés par voie veineuse ou artérielle, ces produits permettent de « blanchir » un réseau vasculaire ou certains organes :
- reins, urètre, uretère et vessie pour l'urographie ;
- tout le lit vasculaire et la bio-distribution qui s'ensuit ;
- les cavités intra-articulaires (genou, épaule) et utérines.

En résumé la pharmacocinétique est la suivante, après injection :
- Une phase vasculaire :

Très rapide (quelques secondes), elle correspond à une homogénéisation de la concentration plasmatique, compte tenu de l'embol d'injection, du flux sanguin et du débit cardiaque. Cette phase permet l'imagerie vasculaire (le produit restant dans le lit vasculaire) ;
- Une phase de diffusion dans l'interstitium :

Rapide (quelques minutes) elle correspond à l'atteinte d'un état d'équilibre. En imagerie cette phase permet de marquer le système veineux (et la distribution dans certains organes vascularisés) ;
- Une phase d'élimination urinaire :

Tardive par rapport aux précédentes, elle est notable dans les quinze minutes qui suivent l'injection. Elle permet par exemple l'exploration radiologique des reins et de la vessie.
Les principales caractéristiques de ces produits sont : la viscosité, l'osmolalité et l'hydrophilie. Le produit iodé est éliminé par voie urinaire (par filtration glomérulaire, sans réabsorption ni sécrétion et sous forme inchangée). Comme pour tout produit étranger introduit dans le corps il peut y avoir quelques manifestations indésirables.
Les produits barytés (contenant du sulfate de baryum), non-hydrosolubles, atténuent également les rayons X et permettent d'obtenir un meilleur contraste sur le cliché radiologique. On s'en sert pour remplir le tractus digestif et réaliser différents examens radiologiques permettant d'imager le larynx, l'œsophage, l'estomac, l'intestin  grêle et le côlon. Ces produits sont absorbés par voie haute ou basse. Ces produits sont formellement contre-indiqués en cas de brèches ou de perforations de la paroi digestive.

### Effets secondaires
Les produits de contraste iodés administrés par voie intraveineuse peuvent provoquer un flush, sensation transitoire de chaleur diffuse, sans danger. Ils peuvent déclencher des nausées, ce qui impose que l'examen soit fait à jeun ; la sensation est diminuée par l'utilisation d'un produit de contraste isoosmolaire.
Ils peuvent provoquer une réaction allergoïde (on parle à tort d'allergie à l'iode, ce qui est un abus de langage) allant d'une simple sensation de démangeaison jusqu'au choc anaphylactique et à l'œdème de Quincke pouvant comporter un risque pour le patient. Ces réactions sont rares (0,01 à 0,04 % de réactions sévères dans le cas de produits dits « monomères non ioniques »). Les facteurs de risque les plus courants sont un terrain allergique, une réaction antérieure à un produit de contraste ou un traitement par interleukine 2. Cette dernière peut être augmentée chez les patients souffrant d’insuffisance rénale aiguë. Il est important que celle-ci soit connue des radiologues ou cardiologues avant une procédure impliquant l'administration d'un agent de contraste.

### Précautions d'emploi
- Chez les patients allergiques connus, des médicaments antihistaminiques (contre l'allergie) sont administrés avant ou peu après l'examen. Ce traitement peut être complété éventuellement par l'injection de corticoïdes dans certains cas.
- Chez les patients en insuffisance rénale modérée, une hydratation correcte du patient avant et après l'examen est essentielle. La prise de N-acétyl-cystéine pourrait avoir un effet protecteur (controversé).
Chez les patients en insuffisance rénale, l'injection de produits de contraste iodés doit être réalisée avec précautions (hydratation, réduction du volume injecté, contrôle de la fonction rénale 3 à 4 jours après l'examen). Si le patient est dialysé, l'examen peut être fait sans problème.

## Imagerie en médecine nucléaire
Pour l'imagerie nucléaire, les produits sont des isotopes qui se fixent sur certains organes ; chaque isotope possède un tropisme avec un organe cible ou un métabolisme particulier. Puis une gamma caméra permet de visualiser les zones de fixation des produits.
Ils ne sont pas, à proprement parler, des produits de contraste car ils ne rehaussent pas un contraste inexistant (l'image d'un organisme sans ces produits est complètement vierge en médecine nucléaire). On parle alors plutôt de traceurs ou radiotraceurs.
En 2009, l'ASN a en France pris publiquement position quant aux risques en amont d'une production mal sécurisée de radioisotopes : « le risque de pénurie de radio-éléments à usage médical ne doit pas conduire à faire l'impasse sur la sûreté des réacteurs qui les produisent. »

## Imagerie en échographie
En échographie de contraste, on peut utiliser un produit de contraste qui se compose d'un liquide injecté par voie sanguine (veineuse). Celui-ci contient de très petites microbulles stabilisées par une paroi biocompatible telle que les protéines, les lipides ou les polymères. Elles sont généralement inférieures à 8 µm de diamètre.
Ces microbulles vont créer une différence d'échogénicité, à l'origine d'un artéfact (artéfact d'interface), entre le sang (devenant hyperéchogène) et les parois des vaisseaux sanguins normalement indifférenciables en échographie.
L'objectif est alors de se faire une idée plus précise de la vascularisation d'une région ou d'un organe. En échocardiographie de contraste, il est possible de distinguer des lésions du muscle. Certains de ces produits de contraste (exemple : Sonovist) sont capables de passer en extra-vasculaire pour être phagocytés par les cellules Küpffer révélant ainsi un contraste foie sain/tumeurs hépatiques.
La méthode consiste à exciter les microbulles à une fréquence proche de leur fréquence de résonance. Il est possible d'utiliser un mode d'imagerie harmonique pour accroitre davantage le contraste. La méthode la plus utilisée est celle de l'inversion d'impulsion. Une première onde ultrasonore excite les bulles. Puis une seconde mais inversée temporellement suit. La réponse des tissus étant essentiellement linéaire, si l'on fait la différence entre la réponse de ces 2 excitations, il ne restera que les réponses non linéaires. Or celles-ci sont essentiellement dues aux microbulles. On observe alors uniquement la réponse ultrasonore des microbulles, ce qui augmente le contraste de l'image.
Plusieurs produits de contraste sont commercialisés. Leur différence réside principalement dans la paroi qui encapsule la microbulle. On trouve le Sonovue en Europe, le Definity aux États-Unis et le Sonazoid au Japon.
L'insonification des microbulles, au cours de l'examen, provoque leur destruction. À la fin de l'examen, le rapport signal sur bruit ne permet plus l'obtention d'un bon contraste. Elles se dissolvent alors dans le plasma sanguin.